# Down by the River
Down by the River  è un brano musicale composto dal musicista rock canadese Neil Young. La canzone venne inizialmente inserita come quarta traccia dell'album Everybody Knows This Is Nowhere del 1969 pubblicato a nome Neil Young & Crazy Horse. Successivamente la traccia venne anche pubblicata in versione accorciata come singolo estratto dall'album negli Stati Uniti (B-side The Losing End) e in Gran Bretagna (B-side Cinnamon Girl).

## Il brano
Young spiegò la genesi del brano nelle note interne della sua raccolta antologica del 1977 Decade, dove scrisse di aver composto Down by the River, Cinnamon Girl e Cowgirl in the Sand mentre delirava a letto con la febbre alta nella sua casa di Topanga Canyon.

### Testo e musica
Apparentemente il testo racconta la sinistra storia di un omicidio. Sembra che il protagonista del brano uccida la sua amata sparandole, sulle sponde di un fiume. L'assassino motiva il suo gesto dicendo che la ragazza lo aveva portato a tali vette emotive dalle quali non sarebbe più potuto scendere. Neil Young ha fornito molteplici interpretazioni delle parole del testo spesso in netta contraddizione fra di loro. In un'intervista data a Robert Greenfield nel 1970, Young smentì che la traccia narrasse le gesta di uno psicopatico assassino affermando come "non si trattasse di un vero omicidio. Non in senso letterale". Aggiungendo poi che la tematica del brano trattava, molto meno drammaticamente, del "provarci con una ragazza, senza riuscirci". Invece, presentando la canzone durante un concerto a New Orleans tenutosi il 27 settembre 1984, Young confermò che il brano parlava di un uomo "con un sacco di problemi a controllare se stesso" che avendo scoperto la propria ragazza mentirgli, la incontra giù al fiume e le spara. Poche ore dopo, lo sceriffo giunge a casa dell'omicida e lo arresta.
Down by the River inizia con il saltellante suono della chitarra elettrica seguita da basso e batteria prima dell'inizio del canto da parte di Young. Ci sono lunghi passaggi strumentali dopo ogni strofa dei primi due ritornelli, durante i quali Young suona brevi, secche note distorte alla chitarra elettrica.

### Critica
Brano tra i più famosi del primo Young, Down by the River viene considerata un classico del suo repertorio. Il critico musicale di Rolling Stone Rob Sheffield definì Down by the River e Cowgirl in the Sand i "pezzi chiave" di Everybody Knows This is Nowehere, lodandone le sonorità asciutte e rock.  Bill Janovitz di AllMusic descrisse il groove del brano come "pigro, quasi funky", affermando che ciò compensava in parte "l'oscura malevolenza del testo".

### Esecuzioni dal vivo
Esecuzioni dal vivo del brano sono avvenute in maniera sporadica: ne esistono versioni acustiche accorciate, come quella sull'album Four Way Street di Crosby, Stills, Nash & Young, ma anche torrenziali versioni da 12 minuti di durata, come in Live at the Fillmore East con i Crazy Horse. Nel 2002 al festival Rock am Ring in Germania, Young, accompagnato da Booker T Jones, Donald Dunn, e Frank Sampedro, suonò Down by the River per ben 27 minuti. Al Farm Aid del 1998, Young si unì ai Phish durante una jam session di Runaway Jim, guidandoli in una versione da 20 minuti di Down by the River.

## Formazione
- Neil Young – chitarra elettrica, voce
- Danny Whitten – chitarra elettrica, cori
- Billy Talbot – basso
- Ralph Molina – batteria, cori

## Cover
- Il chitarrista Roy Buchanan registrò una versione di Down by the River nel suo album del 1971 Buch and the Snakestretchers, e un'altra nel 1978 sull'album You're Not Alone.
- The Meters, The String Cheese Incident, Dave Matthews Band, Indigo Girls, Low/Dirty Three, Tall firs, McKendree Spring, Michael McDonald, The Mother Hips, The Sheepdogs, Norman Whitfield & The Undisputed Truth & Buddy Miles hanno tutti inciso cover della canzone.
- Il brano appare nel disco dal vivo di Dave Matthews & Tim Reynolds Live at Radio City del 2007.
- Robert Plant dei Led Zeppelin incorporò la strofa: «Be on my side, I'll be on your side, there is no reason for you to hide» presente in Down by the River in alcune versioni live di Dazed and Confused e How Many More Times registrate nel 1970 alla Royal Albert Hall.
- La band SHED registrò una versione della canzone dal vivo di ben 33 minuti che venne inclusa nel loro EP 5 Sticks.
- Il musicista canadese Edwin incorporò elementi della canzone nel suo brano del 1999 intitolato Trippin'.
- I Johnny Maestro & The Brooklyn Bridge incisero il brano per il loro album The Brooklyn Bridge del 1970.